# Mednafen
Mednafen es un emulador multi-sistema que funciona bajo OpenGL y SDL, se ejecuta y configura por línea de comando. Y es distribuido bajo licencia GNU General Public License.
Mednafen es el acrónimo de "My Emulator Doesn't Need A Frickin' Excellent Name" (en castellano "Mi emulador no necesita un maldito nombre excelente").

## Sistemas emulados
| Sistema                             | Basado en el código de                               |
| ----------------------------------- | ---------------------------------------------------- |
| Atari Lynx                          | Handy                                                |
| Game Boy Advance                    | VisualBoyAdvance                                     |
| Game Boy / Color                    | VisualBoyAdvance                                     |
| Neo Geo Pocket Color                | Neopop                                               |
| Nintendo Entertainment System       | FCE Ultra                                            |
| Super Nintendo Entertainment System | higan                                                |
| Nintendo Virtual Boy                | Original. Núcleo NEC V810 CPU basado en Reality Boy. |
| PC Engine                           | Original. Interfaz CD-ROM basada en PC2e.            |
| PC-FX                               | Original. Núcleo NEC V810 CPU basado en Reality Boy. |
| PC Engine SuperGrafx                | desconocido.                                         |
| PlayStation                         | Original.                                            |
| WonderSwan Color                    | Cygne                                                |
| Sega Genesis                        | Genesis Plus de Charles MacDonald.                   |
| Sega Master System y Game Gear      | SMS Plus de Charles MacDonald.                       |
| Sega Saturn                         | Original.                                            |